# Laphria howeana
Laphria howeana är en tvåvingeart som beskrevs av Paramonov 1958. Laphria howeana ingår i släktet Laphria och familjen rovflugor. Inga underarter finns listade i Catalogue of Life.